# Nosiers
Nosiers (en francès Nouziers) és una comuna (municipi) de França, a la regió de la Nova Aquitània, departament de la Cruesa. La seva població al cens de 1999 era de 232 habitants. Està integrada a la Communauté de communes de Marche Avenir.

## Demografia
| 1968 | 1975 | 1982 | 1990 | 1999 |
| ---- | ---- | ---- | ---- | ---- |
| 505  | 385  | 276  | 278  | 232  |

## Administració
| Període   | Identitat           | Partit        |
| --------- | ------------------- | ------------- |
| 1971-1995 | Armand Prudhomme    | PS            |
| 1995-2008 | Raoul Auchapt       | Divers gauche |
| 2008-     | Jean-Louis Escolier |               |